# IV. třída okresu Prostějov
IV. třída okresu Prostějov tvořila společně s ostatními skupinami čtvrté třídy nejnižší (desátou nejvyšší) fotbalovou soutěž v České republice. Byla řízena Okresním fotbalovým svazem Prostějov. Hrála se každý rok od léta do jara se zimní přestávkou, počet účastníků nebyl stálý. Zanikla po sezoně 2015/16. Vítěz postupoval do III. třídy okresu Prostějov.

## Vítězové

### IV. třída okresu Prostějov skupina A
| Ročník    | Vítězný tým                 |
| --------- | --------------------------- |
| 2003/2004 | TJ Sokol Přemyslovice       |
| 2004/2005 | TJ Oresvo Sokol Plumlov „B“ |
| 2005/2006 | FC Kostelec na Hané „B“     |
| 2006/2007 | TJ Sokol Čechy pod Kosířem  |
| 2007/2008 | SK Jesenec-Dzbel „B“        |
| 2008/2009 | TJ Sokol Přemyslovice „C“   |
| 2009/2010 | TJ Haná Prostějov „B“       |
| 2010/2011 | SK Lipová „B“               |
| 2011/2012 | FC Ptení                    |
| 2012/2013 | TJ Oresvo Sokol Plumlov „B“ |
| 2013/2014 | TJ Sokol Kladky             |
| 2014/2015 | TJ Jiskra Brodek u Konice   |
| 2015/2016 | TJ Sokol Mostkovice „B“     |
| 2016/17   | soutěž zrušena              |

### IV. třída okresu Prostějov skupina B
| Ročník    | Vítězný tým             |
| --------- | ----------------------- |
| 2003/2004 | TJ Pavlovice u Kojetína |
| 2004/2005 | TJ Sokol Olšany         |
| 2005/2006 | Sokol Tvorovice         |
| 2006/2007 | FC Kralice na Hané „B“  |
| 2007/2008 | TJ Vitčice              |
| 2008/2009 | TJ Haná Nezamyslice „B“ |
| 2009/2010 | TJ Sokol Vrahovice „B“  |
| 2010/2011 | 1. SK Prostějov         |
| 2011/2012 | TJ Sokol v Pivíně „B“   |